# Typhlodromips xui
Typhlodromips xui är en spindeldjursart som först beskrevs av Yin, Bei och Lu 1992.  Typhlodromips xui ingår i släktet Typhlodromips och familjen Phytoseiidae. Inga underarter finns listade i Catalogue of Life.